# De engelen van de seizoenen
De engelen van de seizoenen is een volksverhaal uit Marokko.

## Het verhaal
De kinderen van een echtpaar zijn al getrouwd en uit huis, beide vaders zijn overleden. Ze besluiten beide moeders in huis te nemen, zodat ze een zorgeloze oude dag hebben. De vrouw kan haar schoonmoeder niet zo goed verzorgen als haar eigen moeder. De zorg van de één gaat ten koste van de ander. De oude vrouw heeft honger en houdt de hele dag een boon in haar mond, ze doet hem 's avonds in een zakdoek en haalt hem de volgende dag weer tevoorschijn. De vrouw verwijt haar man dat zijn moeder hen veel kost, ze eet de hele dag. De man ziet zijn moeder inderdaad de hele dag kauwen en brengt haar op een ezel naar de bergen. Hij zet haar op een steen in een grot en verlaat haar.
Opeens staat een mooie jongeman voor haar en vraagt wat ze van de winter vindt. De vrouw zegt dat het seizoen vol vrede en hoop is. Men komt tot rust en de aarde laat het zaad rijpen en de familie zoekt warmte rond het vuur. Men eet vruchten uit potten en dankt God ervoor. Men weeft dekens en mantels van wol van schapen die in de herfst zijn geslacht. De jongeman wil een gunst verlenen omdat ze de winter geprezen heeft en verdwijnt.
Een andere jongeman staat bij de ingang van de grot en vraagt wat de vrouw van de lente vindt. De moeder antwoordt dat het een gezegend seizoen is waarin de knoppen aan bloemen en bomen uitkomen. Jongen komen uit het ei en in de oase klimmen jongens in palmbomen en brengen stuifmeel aan op de bloemen. Nieuwe bronnen ontspringen en iedereen gaat op bedevaart naar graven van heiligen. Moeders baden met hun kinderen en de jongeman buigt en zegt een gunst te zullen verlenen voor de lofzang op de lente.
Een andere jongeman verschijnt en vraagt wat de moeder van de zomer vindt. Ze vertelt dat het seizoen vol rijkdom en genade is. Alles komt tot wasdom en de vruchten kunnen worden geoogst. Er zijn geen arme mensen en men helpt elkaar op het land, terwijl ze zingen. De moessem met maraboets, tamboerijnen en vaandels begint en alle stammen eten samen couscous. De jongeman belooft een gunst en een ernstige jongeman verschijnt in het purper.
De jongeman is ernstig en vraagt wat de moeder van de herfst vindt. Ze antwoordt dat de dadels geplukt worden en olijven geperst. De gouden olie is voldoende voor een heel jaar met kwalen en de druiven worden aan de lijn gedroogd. De eerste lammeren mekkeren in de stad en zijn een zoenoffer voor de ziel van de voorvaderen. Doden en levenden komen samen en zingen en zaaien. Vrouwen dragen de wan op hun hoofd en lopen achter de werkers.
Men laat geschenken achter bij graftombes van heiligen, zodat oude en arme mensen het voedsel vinden en meedoen met het gebed van de werkers op het land. De bruidsschat voor jonge mensen wordt klaargemaakt, het gereedschap wordt schoongemaakt en mensen trouwen. De jongeman belooft ook een gunst te verstrekken en verdwijnt. De oude vrouw blijft de jaargetijden prijzen en gouden munten vallen uit haar mond. De zoon komt terug, hij heeft wroeging en haalt zijn moeder.
Thuisgekomen wil de vrouw haar eigen moeder naar de grot brengen, zodat ze twee bronnen van inkomsten hebben. Haar man stemt hiermee in en brengt zijn schoonmoeder naar de grot. De eerste jongeman verschijnt en de oude vrouw vertelt dat je niet kunt wandelen buiten. Je zit binnen vier muren in de stank van de haard en op het land is niets te doen. Een ijzige wind waait door kieren en ramen en de snuitkever eet het graan in de opslagkamer. De jongeman verdwijnt en een tweede jongeman verschijnt. Deze wil weten wat ze van de lente vindt en de vrouw zegt dat dat het seizoen is van reumatiek en vocht in huizen. De wintervoorraden zijn op en mensen moeten op bedevaart.
De tweede jongeman verdwijnt en de derde verschijnt. De oude vrouw zegt dat de zomer een vuurzee lijkt, je hebt zomaar een zonnesteek. Er zijn slangen en schorpioenen en mensen hebben het druk met de oogst. De dieren worden geofferd en iedereen komt couscous eten. Schreeuwende kinderen en opwaaiend stof en een nieuwe bedevaart. De jongeman verdwijnt en de vierde komt, de moeder vertelt dat dit alleen goed is om mensen eraan te herinneren dat ze sterven zullen.
De dagen worden korter en het licht wordt valer, de bomen laten bladeren vallen en droge vijgen zijn aangevreten door worden. Kou en wind steken op en het feest van de herdenking der voorvaderen vangt aan. Overal is de dood en de vierde man is verdrietig als hij hoort hoe de vrouw het werk van God beschrijft. Hij verdwijnt en zegt dat de vrucht uit haar mond bitter zal zijn. Er komt een stinkende stroop uit haar mond en de schoonzoon komt haar tegen het vallen van de nacht halen.
Hij brengt haar op de ezel naar huis en het echtpaar is verbaasd over de stank van de oude pessimiste. Ze vragen beide vrouwen wat er is gebeurd en begrijpen dat ze door de vier engelen van de jaargetijden van God zijn ondervraagd. De een heeft de schepping geprezen, de ander kan zich niet onderwerpen. Dan vraagt de man waarom zijn moeder de hele dag wilde eten en ze haalt de droge boon uit haar zak. Iedereen begrijpt het en de moeders verzoenen zich met hun kinderen. Ze leven nog vele gelukkige jaren dankzij de goudstukken van de engelen.

## Achtergronden
- Vergelijk het verhaal met de geschenken van Vrouw Holle, niet iedereen krijgt dezelfde beloning (goud en pek, zie ook pek en veren). Zie ook De drie mannetjes in het bos en Het boshuis.
- In de wan brandt de aarden lamp van het huwelijk.
- In veel verhalen speelt het accepteren en waarderen van verschillende fasen een rol. Dit kan gelden voor seizoenen, maar ook fases in het leven (zoals armoede of rijkdom, jeugd of ouderdom). Zie ook De oude grootvader en zijn kleinzoon, De ondankbare zoon en De oude Sultan.
- Purper is een kleur (paars), maar er kan verwezen worden naar de schelp van de purperslak. Statiegewaden werden gedrenkt in purper, het scheidde een vislucht af en de kleur was niet lichtecht. Purper is wereldwijd een teken van macht, de werkelijke naam van de Verboden Stad is de Purperen Verboden Stad